# Карату
Карату (суахили и англ. Karatu) — город и община (ward / shehia) в Танзании, на территории области Аруша. Административный центр одноимённого округа.

## Географическое положение
Город находится в северо-восточной части Танзании, к северо-западу от озера Маньяра, юго-восточнее кратера Нгоронгоро, на расстоянии приблизительно 103 километров к западу от города Аруша, административного центра провинции. Абсолютная высота — 1532 метра над уровнем моря.

## Климат
Климат города характеризуется как субтропический высокогорный (Cwb в классификации климатов Кёппена). Среднегодовая температура воздуха составляет 19,2 °C. Средняя температура самого холодного месяца января составляет 16,3 °С, самого жаркого месяца июля — 20,8 °С. Расчётная многолетняя норма осадков — 905 мм. В течение года количество осадков распределено неравномерно, основная их масса выпадает в период с ноября по май. Наименьшее количество осадков выпадает в августе (4 мм), наибольшее количество — в апреле (249 мм).

## Население
По данным официальной переписи 2012 года численность населения Карату составляла 26 617 человек, из которых мужчины составляли 48,8 %, женщины — соответственно 51,2 %.

## Транспорт
Через город проходит автомагистраль B144. Ближайший аэропорт расположен в национальном парке Лейк-Маньяра.